# Stefan Küppers
Stefan Küppers (* 24. Juni 1968 in Würselen) ist deutscher Roman- und Spieleautor und war Redakteur für das deutschsprachige Pen-&-Paper-Rollenspiel „Das Schwarze Auge“ (DSA).

## Leben
Nach seiner schulischen Laufbahn schloss er 1988 eine Ausbildung zum Energieanlagenelektroniker ab und ist seitdem als technischer Sachbearbeiter beschäftigt.
1991 war er eines der Gründungsmitglieder der Aachener Regionalvertretung (RV) des Rollenspielverein GFR – „Gilde der Fantasy-Rollenspieler“ und organisierte mit der RV zusammen Rollenspiel-Cons. Eine weitere Aktivität für die GFR war 1995 die Gründung der „Lowangen AG“, bei der Spieler Bürger der Stadt Lowangen, einer fiktiven Stadt der Fantasywelt Aventurien verkörpern und die Stadtgeschichte im Spiel mitgestalten.
Ab 1994 war er als Autor an fast allen Hintergrund-Publikationen von DSA beteiligt. Seit 1997 ist er Mitglied der DSA-Redaktion und betreut als Autor und Redakteur die Spielwelt des Schwarzen Auges. Vor allem in Zusammenarbeit mit Hadmar von Wieser und Anton Weste entwickelte er Hintergründe und Abenteuerszenarien mit dem Schwerpunkt Mythologie und phantastische Regionen Aventuriens.

## Werke
- Geisterstunde, (1998), Abenteuer für DSA, im Abenteuerband Rückkehr zum Schwarzen Keiler, Fantasy Productions
- Zyklopenfeuer, (2000), Abenteuer für DSA, Fantasy Productions
- Das Erbe der Jharra, (2000), Abenteuer für DSA, Sonderpublikation für die Spielezeitschrift Nautilus
- Äonenstaub, (2001), Abenteuer für DSA, gemeinsam mit Anton Weste und Gregor Rot, Fantasy Productions
- Das Vergessene Volk, (2002), Abenteuer für DSA, Fantasy Productions

Kurzgeschichten in den Sammlungen
- Von Menschen und Monstern, (2002), Heyne
- Gassengeschichten, (2002), Heyne
- Magische Zeiten, (2005), Fantasy Productions

Redaktion und Konzeption
- Kreis der Verdammnis, (2002), Abenteuer für DSA, Fantasy Productions
- In den Dschungeln Meridianas, (2004), Hintergrundbeschreibung für DSA, Fantasy Productions
- Efferds Wogen, (2007), Hintergrundbeschreibung für DSA, Ulisses Spiele